# Сушенцева Лілія Леонідівна
Лілія Леонідівна Суше́нцева (21 червня 1952, м. П'ятихатки — 20 лютого 2025, Польща) — педагог, доктор педагогічних наук (2012).

## Біографічні дані
Народилася 21 червня 1952 року в м. П'ятихатки.
У 1982 році закінчила Криворізький педагогічний інститут, де з 1996 по 2004, з 2014 по 2015 й працювала: з 2014 по 2015 — була завідувачем кафедри загальнотехнічних дисциплін та професійного навчання. 
З 2003 по 2008 — у Криворізькому технічному університеті: з 2004 по 2008 — завідувач кафедри інженерної педагогіки та мовної підготовки. З 2006 по 2014 — завідувач лабораторії змісту професійної освіти і навчання Інституту професійно-технічної освіти НАПНУ. З 2015 по 2018 — професор кафедри педагогіки та соціального управління Національного університету «Львівська політехніка». З 2018 року — завідувач кафедри психології та педагогіки Дніпровського університету внутрішніх справ, викладач приватного закладу «Центр професійної освіти і навчання» у м. Кривий Ріг.
Померла 20 лютого 2025 року в Польщі.

## Наукова робота
Проводила наукові дослідження проблем формування професійної мобільності майбутнього фахівця в системі вищої і професійно-технічної освіти, проблем підготовки вчителя трудового навчання.
Авторка понад 200 наукових праць (серед яких 5 монографій, 3 електронних підручника, 2 навчальних посібника, 2 авторських навчальних програми з грифом МОН України, 8 методичних рекомендацій, 187 статей і тез).

### Основні праці
За ЕСУ:
- Формування професійної мобільності майбутніх кваліфікованих робітників у професійно-технічних навчальних закладах: теорія і практика. — Кривий Ріг, 2011;
- Управління якістю освіти: досвід та інновації. — Дн., 2014 (співавтор);
- Управління процесом формування професійної мобільності майбутніх кваліфікованих робітників в умовах соціального партнерства. — Дн., 2014 (співавтор);
- Освітній менеджмент: проблеми теорії та практики. — Кривий Ріг, 2014 (співавтор);
- Теоретико-методичні засади професійного розвитку особистості в умовах євроінтеграції процесів. — Л., 2017 (співавтор);
- Формування професійної мобільності педагога: теорія і практика. — Кривий Ріг, 2018 (співавтор)[2].

## Нагороди
- Відмінник народної освіти України (1991);
- Медаль «Ушинського К.Д.» (2012);
- Почесний знак «Серце віддаю дітям» (2012);
- Грамота НАПН України;
- Грамота МОН України[4].